# TT167
TT167 (Theban Tomb 167) è la sigla che identifica una delle Tombe dei Nobili ubicate nell’area della cosiddetta Necropoli Tebana, sulla sponda occidentale del Nilo dinanzi alla città di Luxor, in Egitto. Destinata a sepolture di nobili e funzionari connessi alle case regnanti, specie del Nuovo Regno, l'area venne sfruttata, come necropoli, fin dall'Antico Regno e, successivamente, sino al periodo Saitico (con la XXVI dinastia) e Tolemaico.

## Titolare
TT167 era la tomba di:
| Titolare    | Titolo           | Necropoli       | Dinastia/Periodo | Note                      |
| ----------- | ---------------- | --------------- | ---------------- | ------------------------- |
| sconosciuto | tomba incompiuta | Dra Abu el-Naga | XVIII dinastia   | sopra e a nord della TT13 |

## Biografia
Nessun dato ricavabile; il nome del titolare è ormai perso.

## La tomba
TT167 presenta una planimetria a "T" con portico anteriore e quattro pilastri. La tomba, non ultimata, presenta poche e molto danneggiate rappresentazioni parietali. Un lungo corridoio immette in una sala perpendicolare alla precedente. Solo nel passaggio di accesso alla sala trasversale sono presenti sulle pareti i resti di alcuni testi; nella sala trasversale è ancora leggibile una lista di ooferte.

### Annotazioni
1. ↑  La prima numerazione delle tombe, dalla numero 1 alla 253, risale al 1913 con l’edizione del "Topographical Catalogue of the Private Tombs of Thebes" di Alan Gardiner e Arthur Weigall. Le tombe erano numerate in ordine di scoperta e non geografico; ugualmente in ordine cronologico di scoperta sono le tombe dalla 253 in poi.
2. ↑  I campi della Duat, ovvero l'aldilà egizio, si trovavano, secondo le credenze, proprio sulla riva occidentale del grande fiume.
3. ↑  Nella sua epoca di utilizzo, l'area era nota come "Quella di fronte al suo Signore" (con riferimento alla riva orientale, dove si trovavano le strutture dei Palazzi di residenza dei re e i templi dei principali dei) o, più semplicemente, "Occidente di Tebe".
4. ↑  le Tombe dei Nobili, benché raggruppate in un'unica area, sono di fatto distribuite su più necropoli distinte.
5. ↑  Le note, sovente di inquadramento topografico della tomba, sono tratte dal "Topographical Catalogue" di Gardiner e Weigall, ed. 1913 e fanno perciò riferimento alla situazione dell'epoca.

### Fonti
1. ↑  Gardiner e Weigall 1913.
2. ↑  Donadoni 1999,  p. 115.
3. 1 2 3 4  Porter e Moss 1927,  p. 278.
4. ↑  Gardiner e Weigall 1913, pp. 30-31.
5. ↑  Gardiner e Weigall 1913, p. 31.